# 바즈드멜로이코끼리장수풍뎅이
바즈드멜로이코끼리장수풍뎅이는 장수풍뎅이아과에 속하는 풍뎅이다.